# Marián Vajda
Pour les articles homonymes, voir Vajda.
Marián Vajda, né le 24 mars 1965 à Považská Bystrica, est un joueur puis entraîneur de tennis slovaque.
Il est connu pour avoir été l'entraîneur de Novak Djokovic pendant une grande partie de sa carrière, remportant notamment avec ce dernier 20 tournois du Grand Chelem.

## Biographie

### Carrière de joueur
Comme joueur, sous les couleurs de la Tchécoslovaquie, il compte notamment des victoires sur Miloslav Mečíř (8e), Boris Becker (6e), Guillermo Perez-Roldan (13e), Kent Carlsson (6e), Jay Berger (8e), Thomas Muster (7e) et Andrei Chesnokov (12e).
Outre deux titres dans des tournois ATP, il a également gagné un tournoi Challenger au tout début de sa carrière à Neunkirchen en 1984, ainsi que deux tournois en double à Münster en 1987 et à Košice en 1993.

### Carrière d'entraîneur
Il a été l'entraîneur de Novak Djokovic de juin 2006 à mai 2017, puis l'entraîne de nouveau entre avril 2018 et février 2022. Ensemble, Vajda et Djokovic ont remporté 20 titres du Grand Chelem, faisant de Vajda l'entraîneur le plus titré de l'histoire du tennis devant Toni Nadal, vainqueur de 16 titres aux côtés de Rafael Nadal.
Il s'est également occupé de Karol Kučera et de Dominik Hrbatý.
Le 9 novembre 2018, lors des ATP World Tour Awards, Marián Vajda est élu Coach de l'année de l'ATP pour la saison 2018, un titre voté par l'ensemble des entraîneurs du circuit. Ce prix récompense son travail aux côtés de Novak Djokovic, qu'il a retrouvé au milieu de la saison. Le Serbe, en perdition depuis près de deux ans et retombé au-delà de la 10e place mondiale, va revenir au premier plan à la suite du retour de son entraîneur historique, remportant deux tournois du Grand Chelem et terminant la saison no 1 mondial.
Depuis mai 2022, il est l'entraîneur de son compatriote Alex Molčan.

## Palmarès

### Titres en simple messieurs
| No | Date       | Nom et lieu du tournoi | Catégorie  | Dotation  | Surface      | Finaliste     | Score    |  |
| -- | ---------- | ---------------------- | ---------- | --------- | ------------ | ------------- | -------- |  |
| 1  | 10-08-1987 | Čedok Open, Prague     | Grand Prix | 150 000 $ | Terre (ext.) | Tomáš Šmíd    | 6-1, 6-3 |  |
| 2  | 19-09-1988 | Geneva Open, Genève    |            | 190 000 $ | Terre (ext.) | Kent Carlsson | 6-4, 6-4 |  |

### Finales en simple messieurs
| No | Date       | Nom et lieu du tournoi          | Catégorie | Dotation  | Surface      | Vainqueur              | Score         |  |
| -- | ---------- | ------------------------------- | --------- | --------- | ------------ | ---------------------- | ------------- |  |
| 1  | 04-05-1987 | BMW Open, Munich                |           | 150 000 $ | Terre (ext.) | Guillermo Pérez Roldán | 6-3, 7-6      |  |
| 2  | 19-06-1989 | Tournoi de tennis de Bari, Bari |           | 93 400 $  | Terre (ext.) | Juan Aguilera          | 4-6, 6-3, 6-4 |  |

## Parcours dans les tournois duGrand Chelem

### En simple
| Année | Open d'Australie | Open d'Australie | Internationaux de France | Internationaux de France | Wimbledon       | Wimbledon    | US Open         | US Open     |
| ----- | ---------------- | ---------------- | ------------------------ | ------------------------ | --------------- | ------------ | --------------- | ----------- |
| 1984  | —                | —                | 2e tour (1/32)           | M. Schapers              | —               | —            | —               | —           |
| 1985  | —                | —                | 2e tour (1/32)           | B. Taróczy               | 1er tour (1/64) | M. Bauer     | 2e tour (1/32)  | D. Goldie   |
| 1986  | —                | —                | 1er tour (1/64)          | C. Miniussi              | —               | —            | 1er tour (1/64) | D. Goldie   |
| 1987  | —                | —                | 2e tour (1/32)           | J. Nyström               | —               | —            | 1er tour (1/64) | R. Smith    |
| 1988  | —                | —                | 2e tour (1/32)           | P. Annacone              | —               | —            | 1er tour (1/64) | R. Reneberg |
| 1989  | —                | —                | 1er tour (1/64)          | S. Edberg                | 2e tour (1/32)  | T. Carbonell | 1er tour (1/64) | A. Järryd   |
| 1990  | —                | —                | 1er tour (1/64)          | J. Fleurian              | —               | —            | —               | —           |
| 1991  | 2e tour (1/32)   | Bo. Becker       | 3e tour (1/16)           | F. Davín                 | 1er tour (1/64) | L. Jonsson   | 1er tour (1/64) | C. Saceanu  |
| 1992  | 1er tour (1/64)  | W. Masur         | 1er tour (1/64)          | A. Volkov                | —               | —            | —               | —           |

N.B. : à droite du résultat se trouve le nom de l'ultime adversaire.

### En double
| Année | Open d'Australie | Open d'Australie | Internationaux de France | Internationaux de France | Wimbledon | Wimbledon | US Open                      | US Open                 |
| ----- | ---------------- | ---------------- | ------------------------ | ------------------------ | --------- | --------- | ---------------------------- | ----------------------- |
| 1988  | —                | —                | —                        | —                        | —         | —         | 1er tour (1/32) U. Riglewski | T. Carbonell J. Sánchez |
| 1990  | —                | —                | 1er tour (1/32) E. Masso | R. Leach J. Pugh         | —         | —         | —                            | —                       |

N.B. : le nom du ou de la partenaire se trouve sous le résultat ; le nom des ultimes adversaires se trouve à droite.